# Sabu i magiczny pierścień
Sabu i magiczny pierścień (ang. Sabu and the Magic Ring) – amerykański czarno-biały film przygodowy z 1957 roku.

## Fabuła
Główny bohater Sabu, mieszka w królestwie Samukan, gdzie opiekuje się słoniem kalifa. Któregoś dnia chłopak znajduje magiczny pierścień. Pocierając go, przywołuje dżina imieniem Ubal, który potrafi spełnić każde życzenie. Cenna rzecz staje się źródłem problemów Sabu. Minister kalifa i pewien mag chcą go mu odebrać. Zbieg okoliczności sprawia, że Sabu traci pierścień. Wkrótce okazuje się, że połknęła go gęś. 

## Główne role
- Sabu Dastagir (Sabu),
- Daria Massey (Zumila),
- William Marshall (Ubal - dżinn),
- Peter Mamakos (Mazufar),
- John Doucette (Kimal),
- Vladimir Sokoloff (fakir),
- Robin Morse (Yunan)